# Кишоварз (район Рудаки)
Кишова́рз (тадж. Кишоварз; до 2008 года — Янгитурмуш) — село в районе Рудаки Республики Таджикистан. Входит в состав джамоата (сельской общины) Зайнабобод района Рудаки.
Находится на расстоянии 2 км от райцентра (пгт. Сомониён) и 7 км от центра общины (село Комсомол).
Население — 1569 чел. (2017).